# Melanophryniscus atroluteus
Melanophryniscus atroluteus — вид земноводних родини ропухових. Зустрічається на північному сході Аргентини, Уругваю, півдні Парагваю та півдні Бразилії (Ріо-Гранде-ду-Сул, імовірно також Санта-Катарина). Хоча в минулому вважалася підвидом ропухи Стелцнера, швидше за все, споріднена з Melanophryniscus montevidensis. Загальна назва виду — уругвайська червоночерева ропуха.

## Опис
Самці можуть досягати 25 мм, а самки — 29 мм у довжину, хоча зазвичай зустрічаються дещо менші екземпляри. Шкіра сильно зерниста. Спинка однорідно чорна, без плям, тоді як живіт чорний і має червоні та/або жовті плями. Горло темне. Перетинки лап слабо розвинені.

## Поведінка
При загрозі цей вид виявляє поведінку, типову для багатьох ропух: надувається, змінює колір і виділяє токсичну рідину.

## Середовище існування та збереження
Melanophryniscus atroluteus трапляється на луках на висотах до 1200 м. Розмноження вибухове і відбувається в тимчасових водоймах та сільськогосподарських канавах.
В окремих районах ареалу (Аргентина та Уругвай,) М. atroluteus є численним під час розмноження, але в інших місцях він зустрічається рідко або нечасто. Це може траплятися в місцях значного порушення середовища, але не в районах з інтенсивною діяльністю великої рогатої худоби. Виду загрожують соснові та евкаліптові насадження, а також осушення боліт. Торгівля ними як домашніми тваринами також може стати загрозою. Проте, це не трапляється в більших заповідних зонах.